# Pinkpop 1980
Pinkpop 1980 werd gehouden op maandag 26 mei 1980 op het Sportpark Burgemeester Damen in Geleen. Het was de elfde van zeventien edities van het Nederlands muziekfestival Pinkpop in Geleen, waar ook de eerste editie plaatsvond.
Het optreden van Van Halen werd niet op tv uitgezonden omdat de groep hiervoor geen toestemming verleende.

## Optredens
- Garland Jeffreys
- Raymond van het Groenewoud
- Joe Jackson
- The Specials
- Van Halen
- The J. Geils Band
- The Jam